# 로트실트바위왈라비
로트실트바위왈라비 또는 로우본바위왈라비(Petrogale rothschildi)는 캥거루과에 속하는 바위왈라비속 유대류의 일종이다. 웨스턴오스트레일리아 주, 필바라 지역 그리고 댐피어 군도에서 발견된다. 현재 멸종위기종으로 간주하지는 않지만, 붉은여우(Vulpes vulpes) 때문에 위협을 받고 있다. 로트실트바위왈라비는 가장 큰 바위왈라비의 하나이고, 가장 인기가 많은 종이기도 하다. 주로 황금빛 갈색을 띠고 목 아래쪽으로는 회색빛이 돌며 자줏빛을 보이기도 한다. 대개 야행성 초식동물로 바위가 많은 땅에서 주로 발견된다.